# Walsumermark
Walsumermark ist der nördlichste Oberhausener Stadtteil; er gehört zum Stadtbezirk Sterkrade, zählte am 31. Dezember 2018 8.700 Einwohner (ohne Brink und Neuköln) und weist eine Fläche von 346 ha auf. Er grenzt im Norden an Dinslaken-Hiesfeld und Bottrop, im Westen an die Autobahn A 3, die ihn von Schmachtendorf trennt und im Süden an den Sterkrader Wald und Königshardt.

## Geschichte
Walsumermark oder die Walsumer Mark gehörte früher zu Walsum. Walsum (1144 Walsheim) ist eine frühe fränkische Siedlung an der ältesten Straße von der Ruhr zur Lippe. Das 1250 erstmals genannte Kirchspiel, das zum Dekanat Duisburg und Archidiakonat Xanten gehörte, umfasste ursprünglich das gesamte Gebiet der Walsheimer oder Walsumer Mark zwischen Rotbach, Rhein, Emscher, Fernewald und Klosterhardt. Walsumermark wurde 1917 aus der Bürgermeisterei Hiesfeld herausgelöst und gemeinsam mit Schmachtendorf und einem Teil von Barmingholten nach Sterkrade eingemeindet.

## Statistik
Zum 31. Dezember 2018 lebten 8.700 Einwohner in Walsumermark.
Struktur der Bevölkerung:
- Minderjährigenquote: 16,4 % (Oberhausener Durchschnitt: 15,8 %)[2]
- Altenquote: 24,6 % (Oberhausener Durchschnitt: 21,6 %)[3]
- Ausländeranteil: 7,5 % (Oberhausener Durchschnitt: 15,4 %)[4]
- Arbeitslosenquote: 2,9 % (Oberhausener Durchschnitt: 7,8 %)[5]

## Politik
Im Gegensatz zum restlichen Oberhausen ist die CDU in Walsumermark deutlich stärker. Bei der Bundestagswahl 2013 erzielte die CDU bei den Erststimmen 41,4 %, bei den Zweitstimmen 38,5 % und lag somit vor der SPD.

## Infrastruktur
Heute ist der Stadtteil geprägt von Wohnsiedlungen und Naherholungsgebieten, wie z. B. der Sterkrader Wald und die zum Staatsforst Wesel gehörenden Waldgebiete Schlägerheide, Hiesfelder Wald und Schnepfenheide. Durch die Autobahnausfahrt Dinslaken-Süd/OB-Schmachtendorf der A 3 ist der Stadtteil gut an das Verkehrsnetz angebunden. Mit den Buslinien SB98, 954 und 960 des Verkehrsverbundes Rhein-Ruhr ist Walsumermark in das Nahverkehrsnetz eingebunden.